# حفصة زينات قوديل
حفصة زينات قوديل (من مواليد 1951) هي روائية وصحافية ومخرجة أفلام جزائرية تعيشُ في فرنسا. صدر لحفصة زينات عددٌ من الروايات والكتب لعلَّ أبرزها رواية «نهاية حلم» (بالفرنسية: La fin d'un rêve)‏ التي صدرت عام 1984، فضلًا عن رواية «الرهان الخاسر» (بالفرنسية: Le pari perdu)‏ التي صدرت عام 1986، وكذا الرواية السياسيّة الاجتماعيّة «لن تطير الفراشة أبدًا» (بالفرنسية: Papillon ne volera plus)‏ التي صدرت عام 1990. لحفصة روايات أخرى مشهورة بما في ذلك رواية «الماضي غير المكتمل» (بالفرنسية: Le passé décomposé)‏ و(بالإنجليزية: The imperfect past)‏ التي صدرت عام 1992، أما أشهر أعمالها فكانت روايةُ «بدون صوت» (بالفرنسية: Sans voix)‏ و(بالإنجليزية: Voiceless)‏ التي صدرت عام 1997. نشطت حفصة في مجال الأعمال السينمائيّة والأفلام أيضًا من خلال فيلم الشيطان امرأة (بالفرنسية: Le démon au féminin)‏ الذي صدر عام 1993 وأثار ضجّة كبيرة حين صدورها.

## الحياة المُبكّرة والتعليم
وُلدت حفصة زينات قوديل في الثالث عشر من أيلول/سبتمبر 1951 في عين البيضاء شرقي الجزائر.

## المسيرة المهنيّة
عملت حفصة زينات قوديل في وقتٍ ما في التلفزيون الجزائري (بالفرنسية: Radiodiffusion Télévision Algérienne)‏، حتى صدرو أول فيلم روائي طويل لها تحتَ عنوان Le démon au féminin تناولتْ فيهِ القصّة الحقيقية للطيفة، وهي جزائرية وُصفت بالواثقة من نفسها بعدما رفضت علنًا ارتداء الحجاب. بناءً على طلب زوجها، تعرَّضت لطيفة لمطاردة واعتقال من قِبل الأصوليين الإسلاميين في عام 1991 في الجزائر واستمرَّ تعذيبها لمدة ست ساعات، مما تسبَّب لها في إصابات خطيرة جعلت منها مقعَدة على كرسي متحرك طوال حياتها. أثناء تصوير الفيلم بين أيلول/سبتمبر 1992 وكانون الثاني/يناير 1993، تلقَّت حفصة زينات قوديل تهديدات بالقتل. بعد محاولة اختطافها، فرَّت إلى المنفى في تونس وتبعتها عائلتها في وقت لاحق. احتاجت إلى مرافقة الشرطة في مهرجان أميان السينمائي الدولي حينما شارك فيلمها Prix du Public.

## قائمة أعمالها
هذه قائمةٌ بأبرز أعمال الكاتبة والصحيفة الجزائريّة حفصة زينات قوديل:
الروايات
- La fin d'un rêve (تُرجمت الرواية للعربيّة تحتَ عنوان نهاية حلم وذلك بعدما صدرت النسخة الأصليّة عام 1984)
- Le pari perdu (يُترجم عنوان الرواية حرفيًا للرهان الخاسر، وقد صدرت النسخة الأصليّة عام 1986)
- Papillon ne volera plus (يُترجم العنوان حرفيًا في العربيّة لعبارة «لن تطير الفراشة بعد الآن» أمّا العنوان بالإنجليزيّة فهو «The butterfly will no longer fly». صدرت النسخة الأصليّة من الرواية بالفرنسيّة عام 1990)
- Le passé décomposé (تُرجم العنوان حرفيًا بالعربيّة إلى «الماضي غير المكتمل»، أما العنوان بالإنجليزيّة فهو «The imperfect past»، وقد صدرت النسخة الأصليّة بالفرنسية عام 1992)
- Sans voix (يُمكن ترجمة عنوان الرواية حرفيًا بالعربيّة إلى «بدون صوت»، وبالإنجليزيّة إلى «Voiceless» فيما صدرت النسخة الأصليّة بالفرنسية عام 1997)

الأفلام
- Le démon au féminin (تُرجم العنوان عربيًا إلى «الشيطان امرأة» أما العنوان الإنجليزي فهو «Woman as the devil». صدرت النسخة الأصليّة بالفرنسية عام 1993/1994)

## للمزيد
- Anna Marie Miraglia, 'Maghrebian Women: Violence, Silence and Speaking Out', in Lorna Milne. ed., Postcolonial Violence, Culture and Identity in Francophone West Africa, the Maghreb and the Antilles, Berne: Peter Lang, 2007, pp. 123–142